# 泰乌瓦 (巴西)
泰乌瓦是巴西圣保罗州的一个市镇。总面积132.157平方公里，总人口5719人，人口密度43.3人/平方公里。